# 투지스역
투지스역(Bahnhof Thusis)은 스위스 투지스에 있는 기차역이다. 이 역은 래티셰 철도의 알불라 철도와 란트콰르트-투지스선의 교차점이다.

## 운행편
다음 서비스는 투지스에서 정차한다.
- 인터레기오 : 쿠어와 생모리츠 사이를 매시간 운행한다.
- 레기오 : 생모리츠와 쿠어 사이의 제한된 운행.
- 쿠어 S-반 S2 : 쿠어까지 매시간 운행.